# Saint-Brancher
Saint-Brancher é uma comuna francesa na região administrativa de Borgonha-Franco-Condado, no departamento de Yonne. Estende-se por uma área de 22,57 km². Em 2010 a comuna tinha 294 habitantes (densidade: 13 hab./km²).